# 神戸市道夢野白川線
神戸市道夢野白川線（こうべしどうゆめのしらかわせん）は、兵庫県神戸市の兵庫区鵯越町から須磨区車に至る延長5.3 kmの市道である。2008年（平成20年）9月30日までは西神戸有料道路であったが、建設費や改良工事に伴う借金の償還が終了したため2008年（平成20年）10月1日より無料開放された。

## 概要
道路の管理は神戸市建設局が行っている。最高速度は50 km/h。トンネルは鵯越交差点より登ったところに1カ所と鵯ICより三宮方向に向かう東行き専用の1カ所にある。なお、料金所は鵯IC付近に本線料金所があった。

## ランプなど
- 路線名の特記がないものは市道。

| 施設名         | 接続路線名         | 所在地 |
| -------------- | ------------------ | ------ |
| 鵯越交差点     | 市道山麓線         | 兵庫区 |
| 雲雀ヶ丘分岐点 | 山麓バイパス       | 北区   |
| 鵯IC           | 長田箕谷線         | 北区   |
| 車交差点       | 県道22号神戸三木線 | 須磨区 |

## 沿革
- 1969年（昭和44年）8月 : 西神戸有料道路開通[1][2]。
- 1984年（昭和59年） : 西神戸有料道路2期（山麓バイパス）開通[3]。
- 2008年（平成20年）10月1日 : 西神戸有料道路無料開放[4]。

## 路線バス
- 神戸市バス
  - 65系統 : 神戸駅-ひよどり台
  - 66系統 : 貿易センター-三宮-山麓バイパス経由-しあわせの村
  - 120系統 : 名谷駅-しあわせの村
- 阪急バス
  - 151系統 : 谷上駅→西鈴蘭台駅→市民防災総合センター→ひよどり台→神戸駅
  - 150系統 : 神戸駅-ひよどり台-しあわせの村-西鈴蘭台駅-筑紫が丘5丁目
  - 158系統 : 神戸駅-ひよどり台-しあわせの村-西鈴蘭台駅-谷上駅
- 神姫バス
  - 神戸駅-白川台-押部谷